# クリス・レア
クリス・レア（Chris Rea（発音: [ˈriː.ə], REE-ə、本名：Christopher Anton Rea）、1951年3月4日 - ) 

はイングランド北東部ミドルズブラ出身のシンガーソングライター。
ハスキーボイスとスライドギターで知られる
。
British Hit Singles & Albums（英語）によると、1980年代後期のイギリスで最も人気のあるシンガーソングライターのうちの1人である。
『ロード・トゥ・ヘル・パート・2』が1989年の全英シングルチャート10位に入った時にはすでにヨーロッパではスターだった
。
2009年までに世界中でアルバムセールス3000万枚を達成している
。
アメリカ合衆国では『ロード・トゥ・ヘル』と『オーベルジュ』の2枚のアルバムで成功しただけだったが、後者は1991年3月第2週の全英アルバムチャートで1位に輝いている。

## 経歴

### デビュー
10代後半に姉達の影響でジョー・ウォルシュ、ライ・クーダー、サーチャーズ、ボブ・ディラン、ローリング・ストーンズらの音楽に出会う。
ジャーナリストになることを夢見ていたレアだったが、父親のアイスクリーム屋を手伝ったり臨時雇いなどで働きはじめた。ジョー・ウォルシュに熱中して最初のギターを買って音楽の道に進んだのは比較的遅い22才のときだった。1973年にデイヴィッド・カヴァデールがいたミドルズブラのバンド Magdalene に加わった
。
バンドはその後 Beautiful Losers に改名。マグネット・レコードとのソロ契約を獲得してデビューシングル「ソー・マッチ・ラブ」(So Much Love) を1974年にリリース。
1977年にはハンク・マーヴィンのアルバム Hank Marvin Guitar Syndicate でプレイ、同年キャサリン・ハウのEP The Truth of the Matter でもゲスト演奏している。
1978年6月、27歳のときにエルトン・ジョンを育てたガス・ダッジョンのプロデュースでデビューアルバム『何がベニーに起ったか』をリリース。
このアルバムからシングルカットされた「フール」（シングル発売時の日本語タイトルは「青春のいたずら」）は全米チャート Billboard Hot 100 上で12位まで達し、同誌のアダルト・コンテンポラリー・チャートでは1位になるなどアメリカで大ヒットした。
この曲は第21回グラミー賞(21st Annual Grammy Awards)の最優秀新人賞 (Best New Artist)にノミネートされた。
レアの初期のシングル曲「ソー・マッチ・ラブ」と同じく、この「フール」も発売時には全英シングルチャートに載ることはなく、アメリカで成功したあとの1978年後半になってようやく30位になっただけだった。
ちなみにイギリスの歌手エルキー・ブルックスはこの曲をカバーして1982年に全英シングルチャート17位をつけている。
2枚目のアルバム『デルティクス』もガス・ダッジョンのプロデュースでリリース。しかしエルトン・ジョンやビリー・ジョエルのような音楽で売ろうとするプロデューサーにブルースの要素を取り払われるのを感じたレアは、その路線に馴染まなくなっていた。
つづいてリリースされた『テニス』からもヒットシングルは生まれなかった。4枚目のアルバムに至ってはタイトルさえ与えられず、単に『クリス・レア』になるまでレコード会社との関係は悪化した。

### ヨーロッパでのブレイク
1983年までにレコード会社は5枚目のアルバムとして生のデモテープからリリースしたように、レアに関心をなくしていた。しかしこの『ウォーターサイン』はアイルランドとヨーロッパ大陸で大ヒット。わずか数ヶ月で50万枚を売り上げ、シングル「ハート・ビート」は20位に入った。
『ウォーターサイン』の成功でレアはヨーロッパ大陸でのツアーに集中してファンベースを確立。1985年のアルバム『シャムロック・ダイアリーズ』とシングル「スティンズビー・ガールズ」「ジョセフィーン」からようやく本国イギリスでも注目されるようになった。
1986年にアルバム『オン・ザ・ビーチ』、1987年にアルバム『ダンシング・ウィズ・ストレンジャー』をリリース。1987年の『ダンシング・ウィズ・ストレンジャー』のツアーでは初めてスタジアムサイズの会場チケットが売り切れた。ロンドンのウェンブリー・アリーナでは2回公演している。この後、初期の作品を録音しなおした初めてのコンピレーション・アルバム『ニュー・ライト・スルー・オールド・ウィンドウズ』をリリースしている。
1989年のアルバム『ロード・トゥ・ヘル』はレアにとって大きなブレークスルーだった。大成功をもたらしたこのアルバムは初めて全英チャート1位に輝いた。タイトルトラックはシングルリリースされ、全英チャートで10位に入った。ただしアメリカでの事情は異なり、シングル「テキサス」がラジオでプロモーションとして流されたにもかかわらず、アルバムは107位にしかなっていない。1989年12月、レアはバンド・エイド IIに参加し、次のアルバム『オーベルジュ』はヨーロッパでヒット。再び全英チャート1位に輝いている。

### 『オーベルジュ』の後
『オーベルジュ』の後、レアはアルバム『ゴッズ・グレイト・バナナ・スキン』をリリースしイギリスでは4位をつけた。このアルバムでレアは『ロード・トゥ・ヘル』のよりロックらしい音へ戻り、シングル「ナッシング・トゥ・フィアー」は20位になった。
1993年、エルトン・ジョンのアルバム『デュエット・ソングス』で自身の新曲「イフ・ユー・ワー・ミー」をデュエット。この曲を入れた同年のアルバム『エスプレッソ・ロジック』は10位に入り、シングル「ジュリア」（自身の次女のために作った）も40位に入った。アルバムはイギリスツーリングカー選手権に参加しているレアによる広告でもあった。ただし彼は最初のラウンドで脱落している。
しかしここへ来てレアの健康状態が悪化したため、ファンは次のアルバムを1998年まで待たされることになった。
シングルが発売されずプロモーションも大々的でなかったにかかわらず、1998年にリリースされたアルバム『ブルー・カフェ』は全英チャート10位に入った。1999年、『ロード・トゥ・ヘル』から10年後、アルバム『ロード・トゥ・ヘル・パート・2』をリリース。2000年、アルバム『キング・オブ・ザ・ビーチ』をリリース。全英チャート30位に入っている。

### 膵炎との戦いとブルース・ロックへの回帰
膵炎と診断されたレアは、予後50%と予想された膵頭十二指腸切除術を受けた。2001年、レアは病気から回復できれば原点のブルース・ロックに戻ることを自身に誓った。死の淵に立ったこの経験は、彼の音楽の方向性と動機づけを変化させることになる。
ブルースを追求したオリジナルの137曲を11枚のCDコレクションとして18ヶ月間で録音されたアルバム Blue Guitars は、レア自身が描いた絵をアルバムカバーにして完成している。
Britsound Radio Show とのインタビューでレアは打ち明けている
。

「大病を患って死にかけ、6ヶ月も自宅で静養したりしないかぎり、これは初めに考えていたものじゃないぞと突然思い至ったりなんてしないだろう。私はロックに関わる全ての要素から迷いはじめてしまい、それから離れるしかなかったんだ。」

2002年、レアはレコード会社からかけられる期待から解放されようと、彼自身のレコードレーベル  Jazzee Blue を立ち上げた。そしてフランスとイギリスでのセッションで録音されたアルバム『ストウニー・ロード』をリリース。これは別バージョンのアルバムもリリースされている。この後にケルンでのコンサートシーンと制作ドキュメンタリーからなる同名のDVDもリリースされている。
その後、レアはブルースアルバム Blue Street (Five Guitars)（インストゥルメンタルのジャズブルースアルバム）とアルバム『ザ・ブルー・ジュークボックス』をリリース。
デヴィッド・ノップラー (David Knopfler)（英語）の2枚のアルバム Wishbones (2001年)と Ship of Dreams (2004年)でゲスト演奏している。

### Blue Guitarsと引退
2005年、大作である Blue Guitars ボックスセットのリリース後、レアはもうソロアルバムは制作しないこと、The Memphis Fireflies の名前の下で大好きなプレイヤーとの制作は続けると発表した。
そして The Road To Hell & Back と名付けられた彼のさよならツアーのライブセレクションが収められた、2枚組のDVDセットと2枚組のCDセットが2006年にリリースされた。

### 復帰
2007年11月、レアは新しいツアーと、少し古ぼけたレコードジャケットを模した80頁のハードカバー本がつけられた、新しい38曲からなる3枚のCDと2枚のレコードの制作を発表。この The Return of the Fabulous Hofner Blue Notes は2008年2月にリリース。1960年代初めのThe Delmontsを模した架空のバンド「伝説のHofner Blue Notes」の楽曲のように仕立てている。アルバムリリースの後はヨーロッパツアーが続いた。バンドは「The Delmonts featuring Chris Rea」と紹介され、ロンドンのロイヤルアルバートホールを含むイギリス中をまわった。
レアの曲の中でも有名な「ドライビング・ホーム・フォー・クリスマス」は、1988年に発表されたときは全英チャート53位に過ぎなかったが、19年後の2007年のクリスマスには33位に入った。
2009年12月16日のBBCラジオ 4のTodayでのライブインタビューではこう述べている
。

「ずいぶん昔、この曲を録音する前のことだが、妻が私をミドルズブラまで連れ帰るために高い電車賃を節約しようと、オースティンミニでロンドンまで迎えに来たんだ。私たちは車で家へ向かったんだがひどい渋滞に巻き込まれてしまってね。その時にこの曲の着想を得たんだ。この曲はクリスマス・キャロルの車バージョンなんだよ。」

2009年10月にライノ・エンタテインメントは新しい2枚組のベストアルバムをリリース。Still So Far To Go: The Best of Chris Rea には30年にわたるレアのヒット曲の数々と、ブルース・ロックからも数曲が選ばれ、新曲 Come So Far, Yet Still So Far to Go と亡くなった飼い犬を歌ったバラード Valentino も収録されている。
このアルバムは全英チャート8位を最高に4週にわたって50位以内を保った。
2010年は Still So Far To Go ツアーがスペシャルゲストにアイルランドのポール・ケーシーを迎えてヨーロッパ各国で行なわれた。

## 私生活
- レアの父 Camillo はイタリア移民で母 Winifred（1983年9月に死去）はアイルランド系である。2人の兄弟 Nick と Mike、4人の姉妹 Catherine、Geraldine、Paula、Camille がいる。
- 妻の Joan はベジタリアンで、子供は1983年9月16日生まれの Josephine と1989年3月18日生まれの Julia Christina の2人の娘がいる。
- 以前はバークシャー州クッカムの Sol Mill に住んでいた。レコーディングスタジオも含めた資産は2006年に売却している。
- 姓のレアは父親の Rea's Ice Cream Shop チェーンのおかげで地元ではよく知られていた[7]。このチェーン店は父親自身の店を除いて畳まれている。
- ミドルズブラF.C.のシーズンチケットを持っている。

## カーフリーク
レアはモーターレースの熱狂的なファンで、ロータス 7で一般道を走るだけでなく、フェラーリディーノ、Lotus Mark VI
、26Rなどでレースにも参加している。
「サウダージ」は1994年に事故死したフォーミュラワンレーシングドライバーのアイルトン・セナを追悼して録音され、2001年のベストアルバム『ベリー・ベスト・オブ・クリス・レア』に収録されている。(BBC Sport -UK users only)
日本では1996年に「CAR GRAPHIC TV」に出演したこともあった。

## 映画
レアは俳優もこなしている。1999年のコメディ映画 Parting Shots (Parting Shots（英語）)ではジョン・クリーズ、ボブ・ホスキンズ、ジョアンナ・ラムレイらベテランを相手に主演を果たしている。誤診によりガンで余命6週間と宣告されて復讐を決意する男の物語である。
他にも脚本とサウンドトラックを担当した1996年の映画 La Passione でのカメオ出演がある。

## その他
2008年8月に￡25,000を保守党に寄付したと伝えられた
。
2010年4月には総選挙の何週間か前に￡100,000を保守党に寄付したという記事が出た
。
事実は同姓同名のビジネスマンによる寄付だった。
この誤解はデイリーメール紙によって明らかにされ、同紙はミスを認め紙面で謝罪した
。
レアは2010年の総選挙ではミドルズブラの保守党候補者を応援している。

## レアの歌詞
レアは自身の曲の多くが故郷のミドルズブラから生まれたと言っている。おそらく、これらで最も有名なのはアルバム『シャムロック・ダイアリーズ』の中の一曲「スティンズビー・ガールズ」である。これは Stainsby Secondary Modern School に通っていた妻 Joan に捧げられたものである。（現在この学校は Acklam Grange Secondary School（英語）になっている。）
同じアルバムの「スティール・リバー」では、ツアーで国外を旅行している間のミドルズブラの都市再開発についてのレアの印象が反映されている。

「母が亡くなった後で父に会いに帰ってくると、全ての場所は取り壊されていたよ。3年間、ヨーロッパでハードなツアーをしていたんだ。本当に知らない場所をドライブしたんだ。SF映画のようだったね。ミドルズブラのことは知り尽くしていたのに、まるで10年前に戦争があったみたいだった。」

## 日本での人気
1987年発売のマツダ・エチュードのCMでバックの曲に「オン・ザ・ビーチ」が使用されたことから、日本でも多くのファンを獲得して初来日を果たしている。
クリスマスが近づくと定番曲の「ドライビング・フォー・クリスマス」が流れる。
また、1984年に沢田研二がアルバム『NON  POLICY』（ノン・ポリシー）で「SMILE」をカバーしている。（日本語詞:三浦徳子）

## ディスコグラフィー

### スタジオ・アルバム
1. 『何がベニーに起ったか』 - Whatever Happened To Benny Santini? (1978)
2. 『デルティクス』 - Deltics (1979)
3. 『テニス』 - Tennis (1980)
4. 『クリス・レア』 - Chris Rea (1982)
5. 『ウォーター・サイン』 - Water Sign (1983)
6. 『ワイヤード・トゥ・ザ・ムーン』 - Wired To The Moon (1984)
7. 『シャムロック・ダイアリーズ』 - Shamrock Diaries (1985)
8. 『オン・ザ・ビーチ』 - On The Beach (1986)
9. 『ダンシング・ウィズ・ストレンジャー』 - Dancing With Strangers (1987)
10. 『ロード・トゥ・ヘル』 - The Road To Hell (1989)
11. 『オーベルジュ』 - Auberge (1991)
12. 『ゴッズ・グレイト・バナナ・スキン』 - God's Great Banana Skin (1992)
13. 『エスプレッソ・ロジック』 - Espresso Logic (1993)
14. 『ブルー・カフェ』 - The Blue Cafe (1998)
15. 『ロード・トゥ・ヘル・パート・2』 - The Road To Hell: Part 2 (1999)
16. 『キング・オブ・ザ・ビーチ』 - King of the Beach (2000)
17. 『ストウニー・ロード』 - Dancing Down The Stony Road (2003)
18. Blue Street (Five Guitars) - Blue Street (Five Guitars) (2003)
19. 『ザ・ブルー・ジュークボックス』 - The Blue Jukebox (2004)
20. Hofner Blue Notes - Hofner Blue Notes (2003)
21. Blue Guitars - Blue Guitars (2005)
22. The Return of the Fabulous Hofner Blue Notes - The Return of the Fabulous Hofner Blue Notes (2008)
23. Santo Spirito Blues - Santo Spirito Blues (2011)
24. Road Songs for Lovers - Road Songs for Lovers (2017)
25. One Fine Day - One Fine Day (2019)

### コンピレーション・アルバム
1. 『スノウ』 (1987) - 日本のみ発売のミニアルバム。アルバム未収録の1986年オリジナル・ヴァージョンの「ドライビング・フォー・クリスマス」が収録。
2. 『ザ・ベスト･オブ･クリス･レア～ニュー・ライト・スルー・オールド・ウィンドウズ』 - New Light Through Old Windows (1988)
3. 『ベスト・オブ・クリス・レア』 - The Best of Chris Rea (1994)
4. 『ヴェリー・ベスト・オブ・クリス・レア』 - The Very Best of Chris Rea (2001)
5. 『The Ultimate Collection 1978-2000』 - The Ultimate Collection 1978-2000 (2007)
6. 『Still So Far To Go: The Best of Chris Rea』 - Still So Far to Go: The Best of Chris Rea (2009)
7. 『The Journey 1978-2009』 - The Journey 1978-2009 (2011)
8. 『ERA 1 (As Bs & Rarities 1978-1984)』 - ERA 1 (As Bs & Rarities 1978-1984) (2020)

### サウンドトラック・アルバム
1. 『ラ・パッシオーネ』 - La Passione (1996)